# Amata kommun
Amatas novads var en kommun i Lettland. Den låg i den centrala delen av landet, 70 km öster om huvudstaden Riga. Antalet invånare var 6 369. Arean var 742 kvadratkilometer.
2021 slogs kommunen samman med Cēsis kommun.
Följande samhällen fanns i Amatas novads:
- Zaube